# Scelidocteus lamottei
Scelidocteus lamottei là một loài nhện trong họ Palpimanidae. Loài này được phát hiện ở Ivoorkust.